# Молодіжна збірна ОАЕ з футболу
Молодіжна збірна ОАЕ з футболу — національна молодіжна футбольна збірна ОАЕ, що складається у залежності від турніру із гравців віком до 19 або до 20 років. Вважається основним джерелом кадрів для підсилення складу основної збірної ОАЕ. Керівництво командою здійснює Футбольна асоціація ОАЕ.
Команда має право участі у Юнацькому кубку Азії до 19 років, у випадку успішного виступу на якому може кваліфікуватися на молодіжний чемпіонат світу до 20 років. Також може брати участь у товариських і регіональних змаганнях.

## Виступи на міжнародних турнірах

### Чемпіонат світу U-20
| Господар / Рік | Раунд        |
| -------------- | ------------ |
| 1997           | 1/8 фіналу   |
| 2003           | чвертьфінали |
| 2009           | чвертьфінали |

### Юнацький (U-19) кубок Азії з футболу
| Рік    | Результат          | І  | В  | Н  | П  | Г+ | Г- |
| ------ | ------------------ | -- | -- | -- | -- | -- | -- |
| 1982   | четверте місце     | 3  | 0  | 1  | 2  | 2  | 7  |
| 1985   | третє місце        | 3  | 1  | 1  | 1  | 9  | 4  |
| 1986   | не кваліфікувалася | –  | –  | –  | –  | –  | –  |
| 1988   | четверте місце     | 5  | 1  | 2  | 2  | 2  | 5  |
| 1990   | не кваліфікувалася | –  | –  | –  | –  | –  | –  |
| 1992   | четверте місце     | 5  | 2  | 1  | 2  | 5  | 5  |
| 1994   | не кваліфікувалася | –  | –  | –  | –  | –  | –  |
| 1996   | третє місце        | 6  | 2  | 2  | 2  | 12 | 13 |
| 1998   | не кваліфікувалася | –  | –  | –  | –  | –  | –  |
| 2000   | груповий етап      | 4  | 0  | 0  | 4  | 6  | 12 |
| 2002   | груповий етап      | 4  | 1  | 1  | 2  | 3  | 6  |
| 2004   | не кваліфікувалася | –  | –  | –  | –  | –  | –  |
| 2006   | груповий етап      | 3  | 0  | 0  | 3  | 2  | 6  |
| 2008   | переможець         | 6  | 6  | 0  | 0  | 12 | 3  |
| 2010   | чвертьфінали       | 4  | 1  | 1  | 2  | 7  | 6  |
| 2012   | груповий етап      | 3  | 0  | 3  | 0  | 2  | 2  |
| 2014   | чвертьфінали       | 4  | 1  | 2  | 1  | 7  | 5  |
| 2016   | груповий етап      | 3  | 1  | 1  | 1  | 4  | 3  |
| 2018   | груповий етап      | 3  | 2  | 0  | 1  | 10 | 3  |
| 2020   | не кваліфікувалася | –  | –  | –  | –  | –  | –  |
| Усього | 14/19              | 56 | 18 | 15 | 23 | 83 | 80 |